# STS-1V/62-A
STS-62-A, voluit Space Transportation System-62-A, was een oorspronkelijke spaceshuttlemissie met reconnaissance payload satellieten. Voor deze missie zou het ruimteveer Discovery gebruikt worden. Maar de missie werd geannuleerd omdat de Challenger verongelukte na de lancering op 28 januari 1986. Het zou de eerste bemande lancering zijn van de westkust van de Verenigde Staten.

## Bemanning
De bemanning zou bestaan uit:
- Robert L. Crippen (5) - commandant
- Guy S. Gardner (1) - piloot
- Dale A. Gardner (3) - missiespecialist
- Jerry L. Ross (2) - missiespecialist
- Richard Mullane (2) - missiespecialist